# A. W. Tozer
Aiden Wilson Tozer (Pensilvânia, 21 de abril de 1897 - Toronto, 12 de maio de 1963) foi um pastor, escritor e conferencista bíblico estadunidense.

## Biografia
A. W. Tozer nasceu em Newburg, Pensilvânia. (Nessa época, Newburg era conhecida por La Jose.) Ele cresceu numa pequena comunidade agrícola a oeste dali. Converteu-se ao cristianismo em sua adolescência, em Akron, Ohio. Em 1914, a caminho de casa, no final de mais uma jornada de trabalho, ouviu um pregador na rua dizendo: “Se você não sabe como ser salvo… apenas clame a Deus, dizendo: ‘Senhor, tem misericórdia de mim; sou um pecador.’”  Ao retornar para casa, Tozer subiu ao sótão e seguiu o conselho do pregador.
Em 1919, cinco anos após a sua conversão e sem treinamento teológico formal, Tozer aceitou uma oferta para ser um pastor de uma igreja. E foi assim que ele começou mais de 30 anos de ministério, associados à Aliança Cristã e Missionária (C&MA), uma denominação evangélica protestante com foco em missões.
Em 1950, Tozer recebeu um doutorado honorário de letras pelo Wheaton College. Em 1952, recebeu um PhD LLD da Houghton College.
Entre os mais de 40 livros de sua autoria, pelo menos dois são considerados “clássicos” cristãos: À Procura de Deus e O Conhecimento Do Santo. Seus livros incentivam o leitor à possibilidade e necessidade de um relacionamento pessoal mais profundo com Deus.
De um estilo de vida simples e não materialista, ele e sua esposa, Ada Cecilia Pfautz, nunca tiveram um carro; sempre preferiam viajar de ônibus e trem. Mesmo depois de se tornar um autor cristão conhecido, Tozer renunciou a grande parte de seus direitos autorais e regalias que lhe eram oferecidos.
A oração foi de vital importância pessoal para ele. “Sua pregação, assim como seus escritos, eram apenas extensões de sua vida de oração”, comenta seu biógrafo, James L. Snyder, no livro Em busca de Deus: a vida de A.W. Tozer. “Ele tinha a capacidade de fazer com que seus ouvintes se achassem à luz do que Deus estava lhes dizendo”, disse Snyder.
Teve sete filhos, seis meninos e uma menina. Faleceu em 1963 e foi enterrado no cemitério Ellet, em Akron, Ohio, com um simples epitáfio gravado em seu túmulo: “A.W. Tozer - um homem de Deus.”

## Legado
Ao longo dos anos, muitos foram inspirados pela vida e pelos sermões de Tozer. Em 2011, a artista Lauren Barlow, vocalista do grupo BarlowGirl, publicou uma compilação de depoimentos nos quais 59 artistas, escritores e líderes relataram como foram inspirados por ele.

## Obras
- A vida crucificada
- O poder de Deus
- Homem: habitação de Deus
- O Melhor de A.W. Tozer
- A Conquista Divina
- A Raiz dos Justos
- Esse Cristão Incrível
- Este Mundo: Lugar de Lazer ou Campo de Batalha
- Em busca de Deus
- O Conhecimento Do Santo
- Bíblia com Anotações A.W. Tozer
- Vivificados no Espírito
- Vivendo como Um Cristão: Os Ensinamentos de 1 Pedro